# Nagroda im. Wilhelma Macha
Nagroda im. Wilhelma Macha – polska nagroda literacka, przyznawana za debiut powieściowy przez Zarząd Główny Związku Literatów Polskich w latach 1968–1981. 

## Laureaci
- 1968 – Piotr Wojciechowski za Kamienne pszczoły[3][1]
- 1970 – Zyta Oryszyn za Najadę[4][5]
- 1971 – Czesław Dziekanowski za Zaklęte światło[6]
- 1972 – Filip Bajon za Białe niedźwiedzie nie lubią słonecznej pogody[7][8] (według innego źródła nagrodę przyznano w 1971 roku[9]) oraz Józef Łoziński za Chłopacką wysokość[10][11]
- 1974 – Tadeusz Zawierucha za Selekcję[12]
- 1975 – Jan Drzeżdżon za Upiory[13]
- 1976 – Janusz Anderman za Zabawę w głuchy telefon[14][15]
- 1977 – Donat Kirsch za Liście Croatoan[16][17]
- 1980 – Tadeusz Wyrwa-Krzyżański za Amfiladowy trakt[18] (według innego źródła nagrodę przyznano w 1979 roku[19])
- 1981 – Marek Słyk za W barszczu przygód[20][21]